# Deanna Bowen
Pour les articles homonymes, voir Bowen.
Deanna Bowen (née le 5 novembre 1969) est une artiste multidisciplinaire, dont la pratique inclut des films, des vidéos, des installations, des performances, le dessin, la sculpture et la photographie. Son travail aborde les questions de traumatisme et de mémoire liées à l'esclavage américain, l'immigration, le Mouvement des Droits civiques et le Ku Klux Klan. Deanna Bowen possède la double citoyenneté, américaine et canadienne. Elle vit et travaille à Toronto.

## Biographie
Deanna Bowen est née à Oakland, en Californie. Elle est descendante d'Afro-américains qui ont migré au Canada, en provenance de l'Alabama et du Kentucky au début du XXe siècle. Elle grandit à Vancouver où elle obtient un diplôme en beaux-arts de la Emily Carr University of Art and Design en 1994. Elle est également diplômée en Études visuelles de l'Université de Toronto en 2008.

## Carrière
Bowen se fait d'abord connaître par ses œuvres vidéos explorant les questions de la famille, de la race, du sexe et de la sexualité, Milk-fed (1997), Sadomasochism (1998), et Deutschland (2000). Elle poursuit cette veine avec des installations vidéos Gospel (2008) et Shadow on the Prairie (2009), présentées dans l'exposition Stories to pass on..., présentée dans plusieurs musées à travers le Canada entre 2009 et 2012.
En 2010, elle produit la vidéo Sum of the parts: what can be named dans lequel elle aborde l'histoire de l'esclavage et de la migration telle que vécue par sa famille. Explorant plusieurs thèmes autobiographiques, elle présente une vaste exposition solo, Invisible Empires, à  l'Université York en 2013. En recourant à des documents d'archives du Ku Klux Klan, y compris des photographies, des citations, des bannières et des robes, l'exposition suscite la controverse.
À l'occasion du 25e anniversaire du festival Image (Images Festival) en 2012, Bowen réalise The Paul Good Papers, une œuvre interdisciplinaire d'installation / performance commanditée conjointement par Images et Gallery 44. The Paul Good Papers a été présenté à Gallery 44 avec des vidéos sélectionnés, documents d'archives, performances, documentation sur les performances, ainsi que sculpture audio/sonore. Entre le 5 et 21 avril 2012, Bowen et l'acteur Russell Bennett ont présenté des performances quotidiennes basées sur un entretien enregistré par le journaliste américain Paul Goodand et l'assistant impérial du Ku Klux Klan, Robert Shelton. L'exposition comprenait également la première présentation d'une projection vidéo en boucle de 24 minutes axée sur l'enregistrement de la campagne de 1964 par Good de Good pour l'intégration des lycées de Notasulga, en Alabama.

Traitant de nombreux thèmes récurrents dans sa pratique autobiographique et axée sur le processus, l'exposition solo de Bowen, Invisible Empires, a été exposée à la galerie d'art de l'Université de York en 2013. Elle contient des documents d'archives de Ku Klux Klan, notamment des photographies et des documents, ainsi que des fac-similés de banderoles et de robes du Klan. Bien que Bowen ait été clair sur les objectifs de l'œuvre, l'exposition a attiré beaucoup d'attention de la part des médias, beaucoup estimant que l'œuvre était controversée: 

« La plupart des gens partent du principe que le Canada est un refuge pour les Noirs - l'ensemble du chemin de fer clandestin et toute son histoire, ce qui est réel, mais il y a aussi d'autres histoires sur le traitement des Noirs au Canada qui ne sont pas présentées. »

En 2015, elle a étendu son exploration de ces questions au contexte américain en explorant l'histoire du Klan en Pennsylvanie dans le cadre de l'exposition Traces in the Dark de l'Institute of Contemporary Art de Philadelphie.
Bowen donne régulièrement des conférences à l'échelle internationale. En août 2015, elle a été l'un des artistes représentant le Canada à la 56e Biennale de Venise. Elle a enseigné l'art vidéo au Département des Arts, de la Culture et des Médias à l'Université de Toronto à Scarborough de 2007 à 2014. Depuis 2020, elle enseigne au département de Beaux Arts de l'Université Concordia à Montréal à titre de professeur adjoint. 

## Expositions
Bowen a commencé à exposer son travail dans les années 1990; ses premières expositions collectives comprennent des expositions à A Space Gallery à Toronto en 1997 et à Forest City Gallery à London (Ontario) in 1999. Sa première exposition solo, Home, a eu lieu en 1994 à la Pitt Gallery à Vancouver, en Colombie-Britannique. Son travail se retrouve également dans des expositions collectives à la Thames Art Gallery (2006), au Nasher Museum of Art à Duke University, Durham (2011), au Musée canadien des civilisations à Pier 21 à Halifax (2013), au McMaster Museum of Art à Hamilton (2014), à l'Institute of Contemporary Art de University of Pennsylvania à Philadelphie (2015), au MacLaren Art Centre (2016), au Musée des arts de l'Université de Toronto (2016) et à la Art Gallery of Windsor, à la Kitchener Waterloo Art Gallery, ainsi qu'au Centre des arts de Banff (2017).
Parmi les principales expositions solos, notons The Paul Good Papers, une exposition solo et une résidence en 2012 à Gallery 44 à Toronto, en Ontario, en partenariat avec le Festival Images, Invisible Empires à la galerie d'art de l'Université de York en 2013 et On Trial, The Long Doorway à Mercer Union (2017), et God of Gods: A Canadian Play (2019) à la Galerie Justina M. Barnicke à Toronto. Ses films ont été projetés au Kassel Documentary Film & Video Festival (2011) et au Oberhausen Film Festival (2012).

## Prix
Bowen a reçu plusieurs subventions et prix au cours de sa carrière, notamment de la part des Services culturels de Colombie-Britannique, du Conseil des arts de Toronto, du Conseil des arts de l'Ontario, de Téléfilm et du Conseil des arts du Canada. En 2016, elle reçoit la Bourse Guggenheim et le prix William H. Johnson en 2014, un prix annuel décerné aux artistes afro-américains en début de carrière. Elle a également reçu le parrainage de projet de Partners in Art pour son exposition solo de 2013, Invisible Empires à la galerie d'art de l'Université York, et son exposition solo de 2017 intitulée On Trial, The Long Doorway de Mercer Union.
Bowen est l'une des 12 lauréates canadiennes de prix internationaux de recherche majeurs en 2016 présentés dans la publication d'Universités Canada: excellence canadienne, Reconnaissance mondiale: célébration des récents lauréats canadiens de prix internationaux de recherche majeurs.
Bowen a reçu une subvention 2017 du Nouveau chapitre du Conseil des arts du Canada pour une publication imprimée/Web sur les pratiques en arts médiatiques au Canada. La publication Other Places : Reflections on Media Arts in Canada est coproduite avec le Réseau des arts médiatiques de l'Ontario et a été diffusée en juillet 2019. 
En 2020, Deanna Bowen reçoit le prix du Gouverneur général en arts visuels et en arts médiatiques.

## Collections
- Bibliothèque Van Pelt (en) et  Université de Pennsylvanie , Philadelphie
- Université de Syracuse, Syracuse
- Thames Gallery, Chatham
- Université McMaster, Hamilton
- Université Concordia, Montréal
- Wedge Curatorial Projects, Toronto